# Anemia aplásica
La anemia aplásica viene del término [modern. ‑plasia ‘formación celular’]; es el desarrollo incompleto o defectuoso de las líneas celulares de la médula ósea. La producción disminuida de eritrocitos produce anemia.

## Causas
En muchos casos, la etiología es considerada idiopática (es decir, no se puede determinar), pero una de las causas conocidas de mayor relevancia corresponde a aquellos desórdenes autoinmunes en los cuales los linfocitos atacan directamente a las células de la médula ósea.
La anemia aplásica está también asociada a la exposición de diversas toxinas, como por ejemplo el benceno, o con el uso de ciertas drogas, incluyendo cloranfenicol, carbamazepina, felbamato,  quinina, y fenilbutazona. Se ha reportado también la presencia de anemia aplásica en el uso de una gran cantidad de otras drogas, teniendo una baja frecuencia como efecto adverso.
Por ejemplo, en algunos estudios se ha detectado 1/24.000 pacientes bajo tratamiento con cloranfenicol que han desarrollado anemia aplásica, la frecuencia del resto de medicamentos es incluso menor.
La anemia aplásica también se observa en enfermedades virales, sobre todo en aquellas que tienen efecto a nivel del sistema inmune (VIH, sarampión, etc.)
Además, también se habla de errores en las proteínas teloméricas de nombre TERC y TERT.

## Cuadro clínico
Debido a que las tres líneas celulares de la médula ósea están defectuosas, los síntomas son numerosos y proporcionales al defecto en funciones que desempeñan los glóbulos blancos, rojos y plaquetas:
- Palidez.
- Debilidad, cansancio, caída del cuero cabelludo, fatiga y falta de aliento.
- Infecciones frecuentes.[4]
- Hemorragias espontáneas nasales, bucales, del recto, la vagina, las encías y otras zonas, incluyendo el sistema nervioso central.[5]
- Manchas rojas o hemorragias bajo la piel.
- Hematomas inexplicables.
- Úlceras en las mucosas de la boca, garganta, vagina y recto.
- Favorece el aparecimiento de enfermedades múltiples.

## Diagnóstico
Las pruebas que pueden ayudar a determinar la causa de la anemia aplásica incluyen:
- Antecedentes de exposición iatrogénica a quimioterapia citotóxica : supresión transitoria de la médula ósea
- Niveles de vitamina B 12 y folato: deficiencia de vitaminas
- Pruebas hepáticas: enfermedades del hígado
- Estudios virales: infecciones virales
- Radiografía de tórax : infecciones
- Radiografías, tomografías computarizadas (TC) o pruebas de imágenes por ultrasonido : ganglios linfáticos agrandados (signo de linfoma ), riñones y huesos de brazos y manos (anormal en la anemia de Fanconi )
- Prueba de anticuerpos: competencia inmunológica
- Análisis de sangre para la hemoglobinuria paroxística nocturna
- Aspirado y biopsia de médula ósea: para descartar otras causas de pancitopenia (es decir, infiltración neoplásica o mielofibrosis significativa ).